# カサノバ・スネイク
『カサノバ・スネイク』（CASANOVA SNAKE）は日本のロックバンド、thee michelle gun elephantの5thアルバム。2000年3月1日、日本コロムビアよりリリース。

## 解説
- 前作『ギヤ・ブルーズ』より約1年3ヶ月ぶりのリリース。
- 収録曲は15曲と、バンドのオリジナル・アルバムでは最多の曲数となった。
- オリジナルアルバム作品としては初めて、初回仕様が作られた。初回盤はピクチャーレーベル仕様。ブックレットも通常盤よりページ数が多い。この初回限定盤は帯の「FIRST EDITION」の表記で区別できる。
- ヨーロッパ盤には、後にリリースされた、12th シングル「ベイビー・スターダスト」の全ての曲がボーナストラックとして、収録された。

## 収録曲
| 全作詞・作曲: チバユウスケ（#9はインストなので除く）、全編曲: thee michelle gun elephant。 |                                                               |                                                      |                                                      |      |
| #                                                                                          | タイトル                                                      | 作詞                                                 | 作曲・編曲                                           | 時間 |
| 1.                                                                                         | 「デッド・スター・エンド」(DEAD STAR END)                     | チバユウスケ （#9はインストなので除く [ 注釈 2 ] ）  | チバユウスケ （#9はインストなので除く [ 注釈 3 ] ）  | 3:37 |
| 2.                                                                                         | 「コブラ」(COBRA)                                             | チバユウスケ （#9はインストなので除く [ 注釈 4 ] ）  | チバユウスケ （#9はインストなので除く [ 注釈 5 ] ）  | 4:57 |
| 3.                                                                                         | 「ヤング・ジャガー」(YOUNG JAGUAR)                            | チバユウスケ （#9はインストなので除く [ 注釈 6 ] ）  | チバユウスケ （#9はインストなので除く [ 注釈 7 ] ）  | 3:11 |
| 4.                                                                                         | 「プラズマ・ダイブ」(PLASMA DIVE)                             | チバユウスケ （#9はインストなので除く [ 注釈 8 ] ）  | チバユウスケ （#9はインストなので除く [ 注釈 9 ] ）  | 3:01 |
| 5.                                                                                         | 「リボルバー・ジャンキーズ」(REVOLVER JUNKIES)                | チバユウスケ （#9はインストなので除く [ 注釈 10 ] ） | チバユウスケ （#9はインストなので除く [ 注釈 11 ] ） | 4:26 |
| 6.                                                                                         | 「ダスト・バニー・ライド・オン」(DUST BUNNY RIDE ON)          | チバユウスケ （#9はインストなので除く [ 注釈 12 ] ） | チバユウスケ （#9はインストなので除く [ 注釈 13 ] ） | 2:55 |
| 7.                                                                                         | 「裸の太陽」(NAKED SUN)                                       | チバユウスケ （#9はインストなので除く [ 注釈 14 ] ） | チバユウスケ （#9はインストなので除く [ 注釈 15 ] ） | 3:46 |
| 8.                                                                                         | 「ラプソディー」(RHAPSODY)                                    | チバユウスケ （#9はインストなので除く [ 注釈 16 ] ） | チバユウスケ （#9はインストなので除く [ 注釈 17 ] ） | 4:02 |
| 9.                                                                                         | 「夜明けのボギー」(BOGIE'S DAWN)                              | チバユウスケ （#9はインストなので除く [ 注釈 18 ] ） | チバユウスケ （#9はインストなので除く [ 注釈 19 ] ） | 4:00 |
| 10.                                                                                        | 「シルク」(SILK)                                              | チバユウスケ （#9はインストなので除く [ 注釈 20 ] ） | チバユウスケ （#9はインストなので除く [ 注釈 21 ] ） | 4:34 |
| 11.                                                                                        | 「ピンヘッド・クランベリー・ダンス」(PINHEAD CRANBERRY DANCE) | チバユウスケ （#9はインストなので除く [ 注釈 22 ] ） | チバユウスケ （#9はインストなので除く [ 注釈 23 ] ） | 4:37 |
| 12.                                                                                        | 「アンジー・モーテル」(ANGIE MOTEL)                           | チバユウスケ （#9はインストなので除く [ 注釈 24 ] ） | チバユウスケ （#9はインストなので除く [ 注釈 25 ] ） | 3:04 |
| 13.                                                                                        | 「GT400」                                                     | チバユウスケ （#9はインストなので除く [ 注釈 26 ] ） | チバユウスケ （#9はインストなので除く [ 注釈 27 ] ） | 4:16 |
| 14.                                                                                        | 「ピストル・ディスコ」(PISTOL DISCO)                          | チバユウスケ （#9はインストなので除く [ 注釈 28 ] ） | チバユウスケ （#9はインストなので除く [ 注釈 29 ] ） | 2:58 |
| 15.                                                                                        | 「ドロップ」(DROP)                                            | チバユウスケ （#9はインストなので除く [ 注釈 30 ] ） | チバユウスケ （#9はインストなので除く [ 注釈 31 ] ） | 6:29 |
| 合計時間:                                                                                  | 合計時間:                                                     | 59:53                                                |                                                      |      |

## 楽曲について
1. デッド・スター・エンド DEAD STAR END
2. コブラ COBRA
3. ヤング・ジャガー YOUNG JAGUAR
4. プラズマ・ダイブ PLASMA DIVE
5. リボルバー・ジャンキーズ REVOLVER JUNKIES
今作のリードトラック。PVが製作されている。
ライブで終盤に演奏されることが多かった曲の一つである。ライブではレゲエ調の前奏が追加され、間奏でウエノの先導の下、ラモーンズの『Britzkrieg Bop』のオマージュとして「hey ho, let's go」と連呼するパフォーマンスが定番となっていた。
6. ダスト・バニー・ライド・オン DUST BUNNY RIDE ON
『WORLD CASANOVA SNAKE TOUR』での演奏中、一部のファンが投げ入れたベットボトルがギター演奏中のチバを直撃する事件が発生した。その後同様の妨害行為が相次ぎ、業を煮やしたメンバーが予定されていたアンコールを中断してしまう事態にまで発展した。
7. 裸の太陽 NAKED SUN
8. ラプソディー RHAPSODY
9. 夜明けのボギー BOGIE'S DAWN
10. シルク SILK
11. ピンヘッド・クランベリー・ダンス PINHEAD CRANBERRY DANCE
海外盤では CRAMBERRY と誤った表記がされている[2][3]。
12. アンジー・モーテル ANGIE MOTEL
13. GT400
11thシングル曲。本作で唯一のシングル曲である。
14. ピストル・ディスコ PISTOL DISCO
15. ドロップ DROP
バンドの解散ライブで一曲目に演奏された。
2002年公開の映画『青い春』のエンディングテーマに起用された。